# 奥古斯特·费迪南德·莫比乌斯
奥古斯特·费迪南德·莫比乌斯（德語：August Ferdinand Möbius，1790年11月17日—1868年9月26日），一译麦比乌斯，德国数学家和天文学家，被认为是拓扑学的先驱。
莫比乌斯最著名的成就是发现了三维欧几里得空间中的一种奇特的二维单面环状结构——后人称为莫比乌斯带。其他重要的成就包括在射影几何中引进齐次坐标系、莫比乌斯变换（Möbius transformations），数论中的莫比乌斯变换、莫比乌斯函数、莫比乌斯反演公式等等。

## 生平
莫比乌斯出生於德国薩克森選侯國舒尔普福特，他的母亲是宗教改革家馬丁·路德的后代。莫比乌斯最初学法学，1809年转向数学，从1809年到1814年他在莱比锡大学学数学并获博士学位；1815年他获得教授资格，一年后在高斯的推荐下成为特级教授和莱比锡天文台的观测员。1846年他成为王家萨克森科学院建立成员之一，1848年他成为莱比锡天文台台长，1868年9月26日逝世于莱比锡。

## 家庭
莫比乌斯的父亲约翰·海因里希·莫比乌斯是南姆堡附近一个小镇上的舞蹈教师，他在莫比乌斯三岁时逝世。
他本人于1820年4月6日结婚，他的夫人多萝西娅原名罗特。两人育有一男一女。